# Луза (Зуевский район)
Луза — деревня в Зуевском районе Кировской области.

## География
Находится на правобережье реки Чепца на расстоянии примерно 7 километров по прямой на север от районного центра города Зуевка.

## История
Упоминается с 1873 года, когда здесь (на тот момент деревня Лузинская) было учтено дворов 6 и жителей 52, в 1905 было 4 и 31, в 1926 — 10 и 53, в 1950 — 20 и 87 соответственно.

## Население
Постоянное население составляло 6 человек (русские 100 %) в 2002 году, 4 в 2010.